# Mesodorylaimus chipevi
Mesodorylaimus chipevi is een rondwormensoort uit de familie van de Dorylaimidae. De wetenschappelijke naam van de soort is voor het eerst geldig gepubliceerd in 2000 door Nedelchev & Peneva.